# Shrek 2
Shrek 2 är en amerikansk animerad film från 2004.

## Handling
Shrek (Mike Myers) och prinsessan Fiona (Cameron Diaz) återvänder hem från sin smekmånad och kort därefter får de en inbjudan från kungen (John Cleese) och drottningen (Julie Andrews) i landet Far Far Away (sv. Långt långt borta), det vill säga Fionas föräldrar. Hur skall de bli bemötta av invånarna i Far Far Away och viktigast av allt hur kommer föräldrarna reagera då de får se sin dotter och hennes troll (!) till make.
Såsom i första filmen får vi träffa en del klassiska sagofigurer såsom Puss In Boots (sv. Mästerkatten i stövlar) (Antonio Banderas) och Pinocchio (Cody Cameron). Vi får naturligtvis även se välbekanta figurer från första filmen exempelvis Donkey (sv. Åsnan) (Eddie Murphy).

## Om filmen
Shrek 2 är en uppföljare till den Oscarbelönade filmen Shrek från 2001.
"Shrek" betyder "monster" på jiddish, och kommer från tyskans "Schreck", "skräck".
I USA hade filmen premiär den 19 maj 2004. Den svenska publikpremiären var den 3 september 2004.

## Röster (i urval)
| Figur                                | Originalröst      | Svensk röst         |
| ------------------------------------ | ----------------- | ------------------- |
| Shrek                                | Mike Myers        | Samuel Fröler       |
| Donkey/Åsnan                         | Eddie Murphy      | Jonas Malmsjö       |
| Prinsessan Fiona                     | Cameron Diaz      | Helena af Sandeberg |
| Drottning Lillian                    | Julie Andrews     | Margaretha Byström  |
| Kung Harold                          | John Cleese       | Claes Ljungmark     |
| Puss In Boots/Mästerkatten i stövlar | Antonio Banderas  | Rafael Edholm       |
| Fairy Godmother/Den goda fen         | Jennifer Saunders | Tina Leijonberg     |
| Prince Charming/Drömprinsen          | Rupert Everett    | Fredrik Hiller      |
| Den fula styvsystern                 | Larry King        | Robert Aschberg     |
| Peppris                              | Conrad Vernon     | Anders Öjebo        |

## Filmensmusikalbum
1. "Accidentally in Love" av Counting Crows
2. "Holding out for a Hero" av Frou Frou
3. "Changes" av Butterfly Boucher & David Bowie
4. "As Lovers Go" av Dashboard Confessional
5. "What I Want To Be" av Barney & Friends
6. "I'm on my Way" av Rich Price
7. "I Need Some Sleep" av Eels
8. "Ever Fallen in Love" av Pete Yorn
9. "Little Drop of Poison" av Tom Waits
10. "You're So True" av Joseph Arthur
11. "People Ain't No Good" av Nick Cave & The Bad Seeds
12. "Fairy Godmother Song" av Jennifer Saunders
13. "Livin' la Vida Loca" av Antonio Banderas & Eddie Murphy
14. "Holding out for a Hero" av Jennifer Saunders

## Övrigt
Filmen har många poäng som bygger på händelser och citat från andra filmer och serier. Ett exempel är när Mästerkatten säger "Jag hatar måndagar.", som är en klassisk replik av Katten Gustaf.